# Jorge Ortiga
Pour les articles homonymes, voir Ferreira et da Costa.
Jorge Ferreira da Costa Ortiga, né le 5 mars 1944 à Brufe dans la municipalité de Vila Nova de Famalicão, est un prélat portugais, archevêque de Braga et primat d'Hispanie de 1999 à 2021.

## Biographie
Entre 1955 et 1967, il étudie au petit puis au grand séminaire de Braga et il est ordonné prêtre le 9 juillet 1967. Il est ensuite pendant un an vicaire coopérateur de la paroisse Saint-Victor de Braga. Il étudie à la faculté d'histoire ecclésiastique de l'université pontificale grégorienne dont il est diplômé le 10 octobre 1970, puis continue son cursus vers le doctorat. Entre 1970 et mai 1971, Jorge Ferreira da Costa Ortiga suit des cours de spiritualité sacerdotale à Grottaferrata dispensés par les prêtres de l'institut Mystice Corporis. De juin 1971 à septembre 1973, il travaille à Braga au secrétariat de l'archevêché, tout en effectuant à Braga un service pastoral à l'église des Tertiaires du quartier (freguesia) de São José de São Lázaro. Le 1er octobre 1973, il est nommé recteur de la basilique des Congregados (église conventuelle bâtie par les oratoriens au XVIIIe siècle), toujours à São José de São Lázaro. En même temps, il est chapelain de la confrérie de Notre Dame des Douleurs et de Sainte Anne, de cette même basilique.
Le 24 novembre 1981, il est nommé vicaire épiscopal spécialement chargé du clergé, et renouvelé  dans cette fonction le 1er octobre 1985. Entretemps, il devient en mars 1985 chanoine du chapitre de la cathédrale de Braga.
Le 9 novembre 1987, Jean-Paul II nomme Jorge Ferreira da Costa Ortiga, âgé de 43 ans, évêque titulaire (in partibus) de Nova Barbara (de) et évêque auxiliaire de Braga. Il est consacré dans la crypte du sanctuaire Notre-Dame de Sameiro par Mgr Eurico Dias Nogueira, le 3 janvier 1988. Le 5 juin 1999, Jean-Paul II le nomme archevêque de Braga, nomination effective en juillet suivant. Il reçoit la grand-croix de l'ordre du Mérite civil espagnol en 2001.
Il enseigne au séminaire de Braga (aujourd'hui faculté de théologie de Braga) l'introduction aux études historiques, tient la chaire de l'histoire de l'Église et celle de l'histoire des religions. Il est président de l'institut d'histoire et d'art sacré. Au sein de la Conférence épiscopale portugaise, il préside la commission épiscopale de la doctrine de la foi et il est membre de la commission épiscopale chargée de  l'éducation chrétienne. Il préside la Conférence épiscopale portugaise de 2005 à 2011. Il est fait par le Portugal grand-croix de l'ordre militaire du Christ, le 11 mai 2010.
Mgr Ferreira da Costa Ortiga reçoit la médaille d'honneur de la municipalité de Braga, le 5 novembre 2016. Depuis le 26 avril 2017, il représente le Portugal à la Commission des épiscopats catholiques de l'Union européenne.

## Source de la traduction
- (pt) Cet article est partiellement ou en totalité issu de l’article de Wikipédia en portugais intitulé « Jorge Ortiga » (voir la liste des auteurs).